# آرماویا

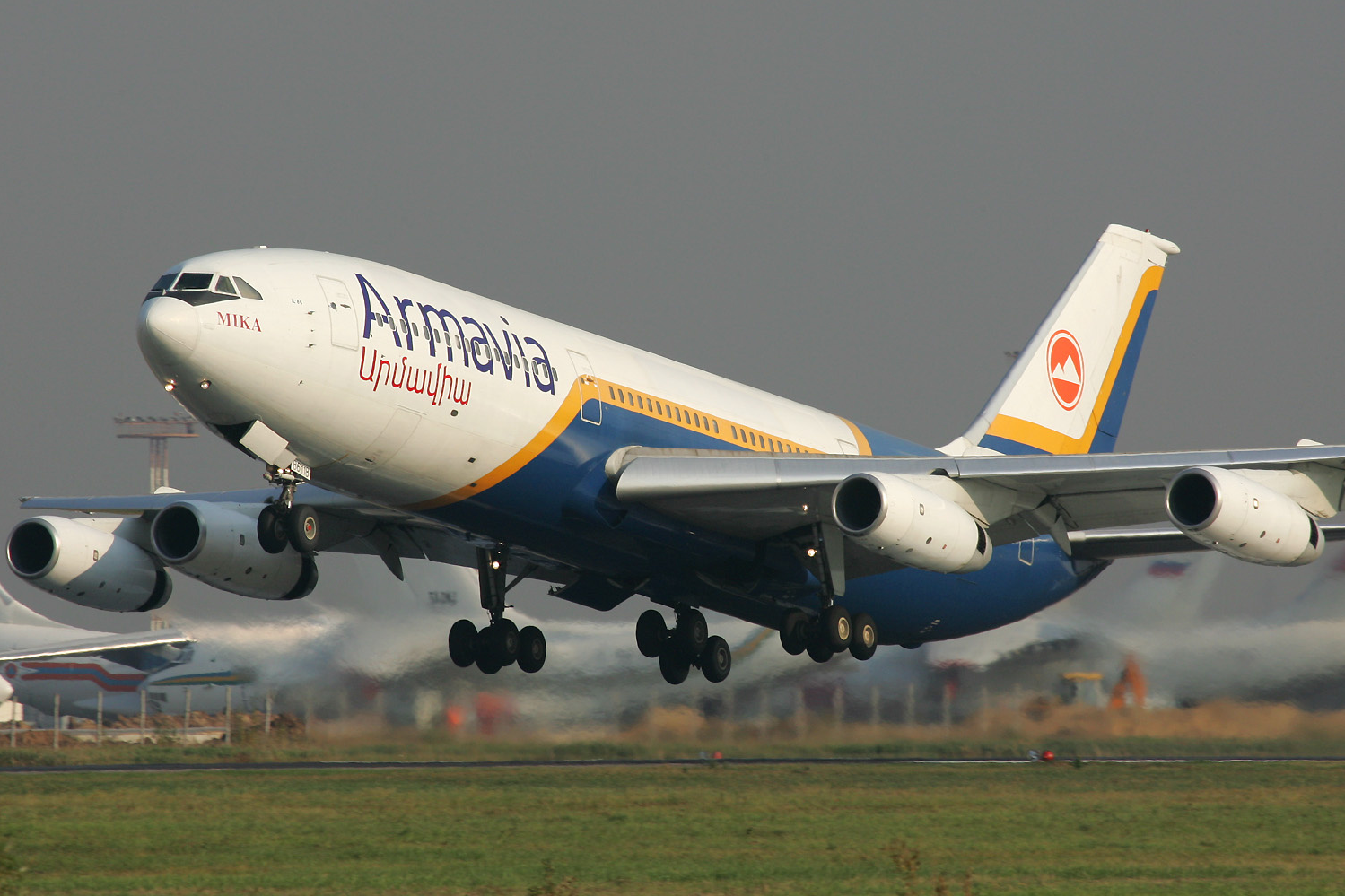
هواپیمای ایلیوشین-۸۶ متعلق به آرماویا

آرماویا (به ارمنی: Արմավիա) یک شرکت هواپیمایی با کد یاتا U8 بود که در سال ۱۹۹۶ میلادی تأسیس شد . دفتر مرکزی  آرماویا در ایروان، ارمنستان واقع شده‌بود و قطب این شرکت هواپیمایی در فرودگاه بین‌المللی زوارتنوتس قرار داشت و شرکت آرماویا در اوج دوران فعالیتش، دارای ناوگانی متشکل از ۱۱ فروند هواپیمای جت مسافربری بود و به‌طور روزانه از فرودگاه بین‌المللی زوارتنوتس، به ۲۰ مقصد در آسیا، آفریقا و اروپا، پروازهای مستقیم داشت. در ماه مارس ۲۰۱۳ اعلام ورشکستگی نمود و در آوریل همان سال، منحل گردید.